# Dysmilichia erastrioides
Dysmilichia erastrioides là một loài bướm đêm trong họ Noctuidae.